# バカ (スロバキア)
バカ（Baka ハンガリー語発音: [ˈbɒkɒ]）は、スロバキア共和国トルナヴァ県ドゥナイスカー・ストレダ郡の村（基礎自治体）。同国南西部のドナウ川沿いに位置し、ハンガリーと国境を接する。人口は1,136人（2023年末推計）。

## 歴史
バカが初めて言及されたのは1264年である。バカは9世紀よりハンガリー王国の一部で、歴史的資料によると王室の廷臣の居住地だったという。1762年、教会の跡地に後期バロック様式のバカ教会が建てられた。
1918年11月にオーストリア・ハンガリー帝国が崩壊すると、チェコスロバキア軍が占領し、トリアノン条約でチェコスロバキア領として認められた。第一次ウィーン裁定でハンガリー王国に割譲されたが、第二次世界大戦後に返還された。ビロード離婚後はスロバキア領となっている。

## 住民
2021年国勢調査によるとバカの人口は1,136人である。民族別だとマジャル人が943人（86%）で最も多く、スロバキア人が148人（13.5%）、その他が6人となっている。
母語別だとハンガリー語話者が998人（91%）、スロバキア語が93人（8.5%）となっている。
宗教別だとカトリック教会が931人（85.5%）、無宗教が108人（9.9%）となっている。

## スポーツ
サッカーチームのバカFCが活動している。

## 出身人物
- Zoltán Jankó - 作家[5]